# 소래포구 종합어시장

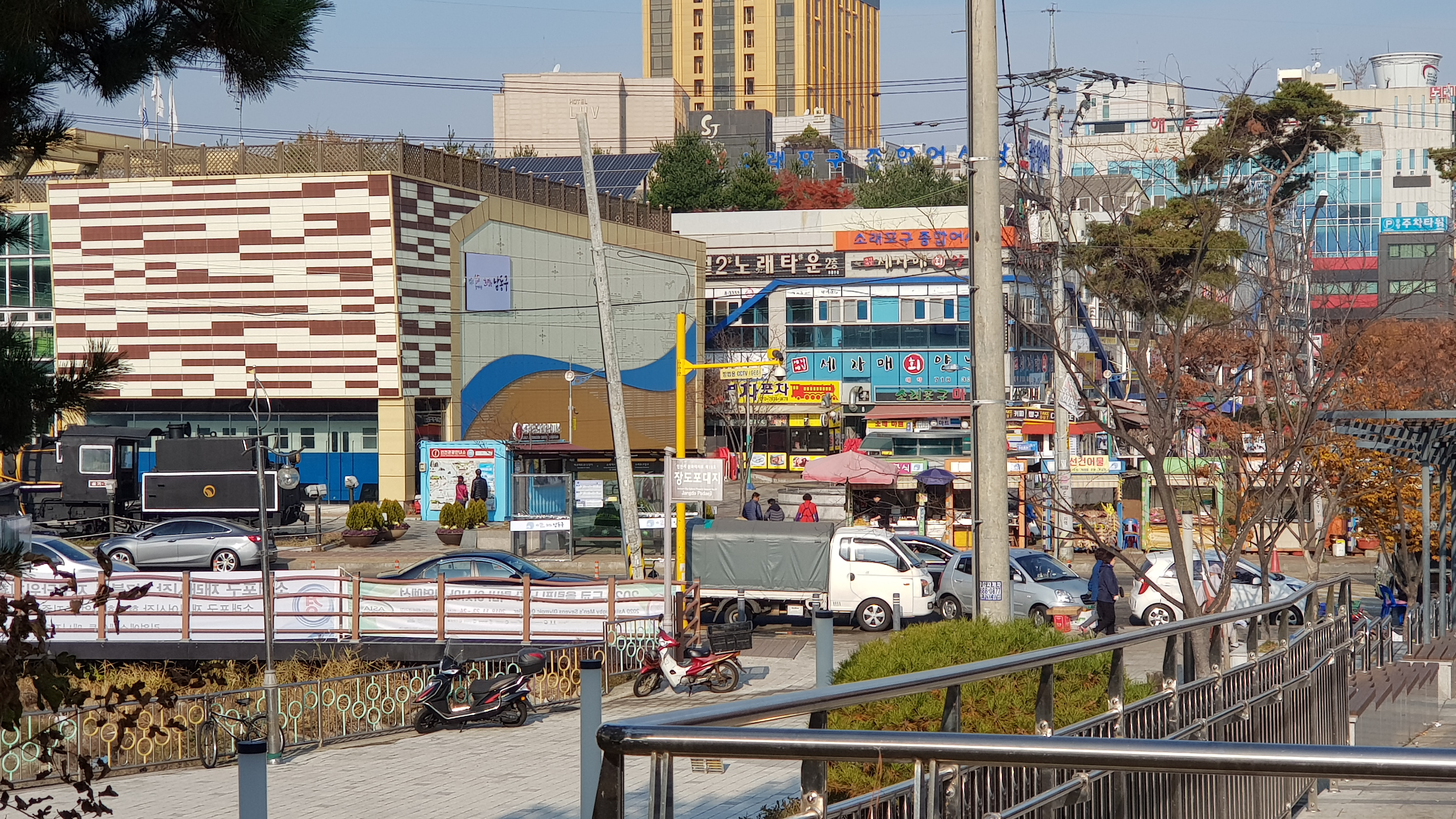
소래포구 종합어시장

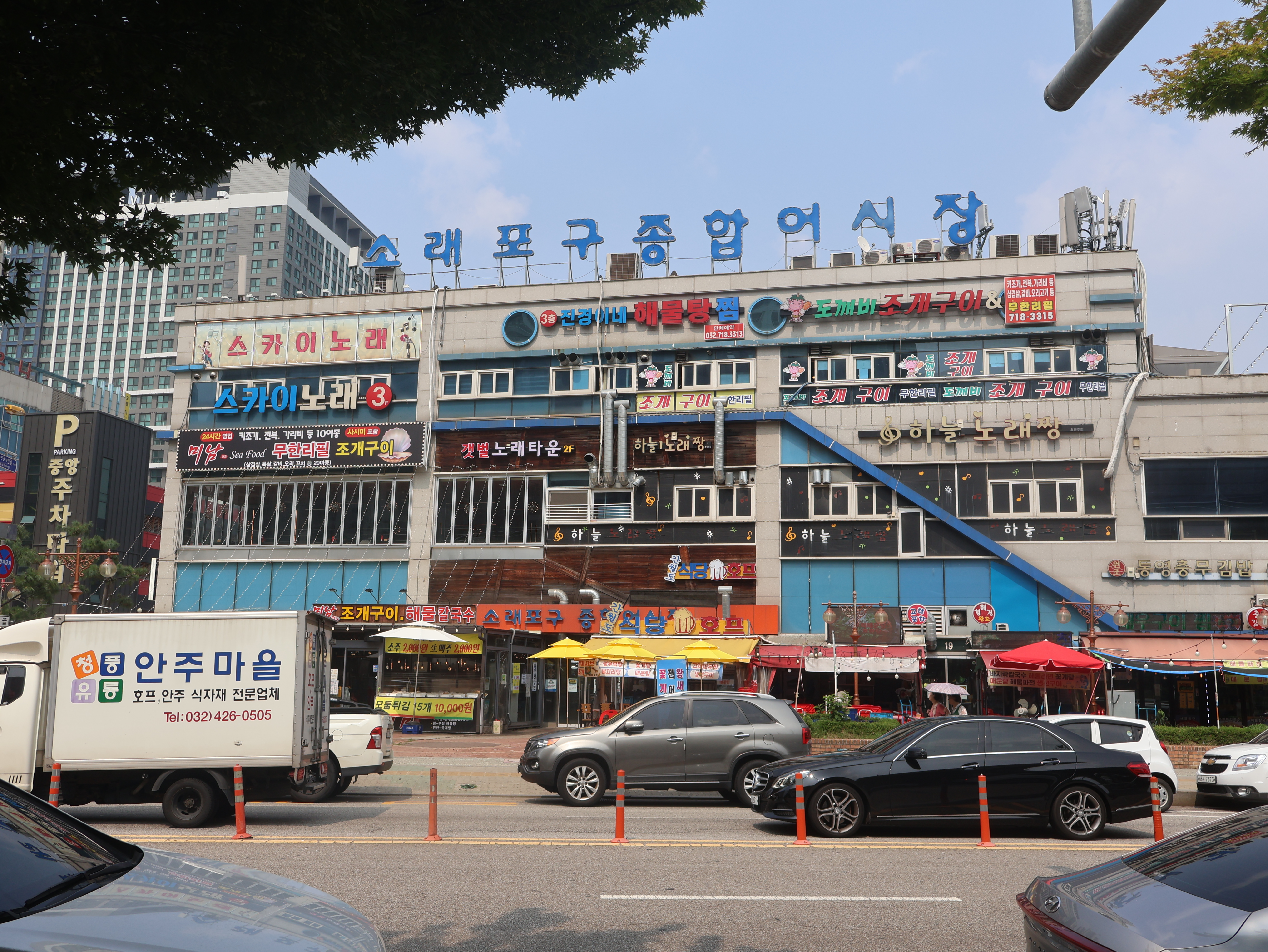
2024년

소래포구 종합어시장(蘇萊浦口 綜合魚市場)은 인천광역시 남동구 논현동 소래포구항 인근에 위치한 종합어시장이다. 소래어시장과 소래포구 종합어시장으로 나뉘어 있으며, 대한민국을 대표할 정도로 큰 규모를 가지고 있고 역사가 깊은 곳이다. 소래포구 종합어시장은 2011년에 건물을 세우고 새롭게 개장한 어시장으로, 시장 내에 다양한 해산물을 판매하고 있다. 시장 옆에 소래역사관이 있다. 화재는 2010, 2013, 2017년 등 세 차례에 걸친 화재 사건이 발생하는 비극을 맞이한 적이 있었다.

## 구조
인천에서 유명한 항구인 소래포구 인근에 위치한 시장이며, 지하 2층부터 지상 3층까지 총 5층으로 구성되어 있다.
지하 1층과 지상 1층, 지상 3층에 해산물 판매시설이 있으며, 지하 2층과 지하 1층에 주차장과 설비실이 있다. 지상 2층, 지상 3층에는 제 2종 근린생활시설이 있다.

## 교통
시장 인근에 수인·분당선 소래포구역이 있으며, 소래포구역 2번 출구로 나가면 된다.

## 소래포구 종합어시장 화재
2017년 3월 18일 오전 1시 36분경, 소래포구 종합어시장의 바닷가 쪽에 자리잡은 옛 어시장 일대에서 대형 화재가 발생하였다. 다행히 점포들이 모두 문을 닫은 새벽 시간에 화재가 발생하여 인명피해는 없었고 2시간 30분 만인 오전 4시경 진화되었으나, 좌판 220여개와 좌판 인근 횟집 등 점포 약 20여곳이 화재로 인해 전소되어 큰 타격을 입었다. 최초 발화 지점은 시장의 가 구역과 나 구역의 경계 지점이자 전봇대에서 5m 정도 떨어진 비닐 천막이 설치된 좌판으로 추정되며, 화재 원인으로는 전깃줄이 엉킨 것으로 보아 누전이 원인으로 지적되었다.
4월 21일에 화재 사고 34일 만에 영업이 다시 재개되었다.